# Оумі-кубо
Оумі-кубо (яп. 小弓公方, Оуміський державець) — середньовічний японський титул володаря й самого володіння в провінції Сімоса. Назва походить від замку Оумі й титулу кубо. Правила гілка клану Асікаґа.

## Історія
Протягом 1510-х років відбувається послаблення влади коґа-кубо. В результаті влада останніх суттєво скорочується. З одного боку, виснажує сили протистояння з родами Оґіґаяцу-Уесуґі, Імаґава, Ґо-Ходзьо, з другого боку, з 1520-х років влада кога-кубо дедалі більше стає номінальною, підмінюється фактичним пануванням клану Юкі. Тому з кінця 1510-х років відбувався розпад володінь кога-кубо.
За цих обставин у 1524 році Асікаґа Йосіакі, молодший син колишнього кога-кубоа Асікаґа Масаудзі, за підтримки даймьо Такеда Шінґена заснував власне правління. Такеда був зацікавленим в отриманні умовно-законним прав на боротьбу за регіон Канто, створюючи підвладне правління кубо. З цього часу посади кога-кубо і оумі-кубо використовуються для прикриття боротьби кланами за панування в Канто.
Втім протягом свого життя Асікаґа Йосіакі зберігав значну владу. Він продовжив протистояння з родом Ґо-Ходзьо, уклавши союз з родом Сатомі. Але у битві біля Конодай їхнє військо зазнало нищівної поразки, в якій загинув Йосіакі та його син-спадкоємець Асікаґа Мотойорі. Внаслідок цього настав швидкий занепад оумі-кубо. Остаточно ліквідовано Тойотомі Хідейосі у 1590 році.

## Оумі-кубо
- Асікаґа Йосіакі (1524—1538)
- Асікаґа Йорідзумі (1538—1590)